# Ibn Humaid
 (septembre 2016).
Abdullah Ibn Humaid, aussi connu sous le nom d'Abdullah bin Mohammed bin Humaid était[Quand ?] le juge en chef de l'Arabie saoudite et l'imam de la Grande Mosquée de La Mecque.[réf. nécessaire]